# Nemzeti Közlekedési Hatóság
A Nemzeti Közlekedési Hatóság (rövidítve: NKH) a közlekedésért felelős miniszter irányítása alá tartozó, központi hivatalként működő központi költségvetési szerv volt. A Hatóság 2007-ben jött létre a Közlekedési Főfelügyelet, a Központi Közlekedési Felügyelet, a megyei (fővárosi) közlekedési felügyeletek és a Polgári Légiközlekedési Hatóság jogutódjaként, melybe később beolvadt a Katonai Légügyi Hivatal és a Magyar Vasúti Hivatal is.
Az NKH-tól később leváltak a korábbi Közlekedési Felügyeletek, amelyek új névként Kormányhivatal Közlekedési Felügyelőségekként folytatták tovább tevékenységüket.
Az NKH Központ, a Közúti Gépjármű-közlekedési Hivatal, az Útügyi, Vasúti és Hajózási Hivatal, a Légügyi Hivatal, továbbá a megyei/fővárosi kormányhivatalok Műszaki Engedélyezési és Fogyasztóvédelmi Főosztályai látták el Magyarországon a közlekedéshez kapcsolódó engedélyezési, ellenőrzési, nyilvántartási  tevékenységet. E hatóságok nem végeztek közlekedés-igazgatási feladatokat, ez a KekKH feladata volt.
A közlekedésért felelős miniszter (Nemzeti Fejlesztési Minisztérium, NFM) szakmai irányítási és ellenőrzési feladatainak ellátásában a Központ közreműködött, melyet a gyakorlatban NKH első fokú hivatalai végeztek. 2016. december 31-én a jogutódlással megszűnt, a Nemzeti Fejlesztési Minisztériumba olvadt.

## Jogállása és szervezete
A közlekedési hatóságok tevékenységét (hatáskörét és illetékességét) a 263/2006. (XII. 20.) kormányrendelet szabályozza. A Központ és a Hatóság első fokú szervei országos illetékességgel járnak el, székhelyük Budapest. A hatóság élén elnök áll, az elsőfokú hivatalokat elnökhelyettesek irányítják.

### Elsőfokú szervei
- a Közúti Gépjármű-közlekedési Hivatal,
- az Útügyi, Vasúti és Hajózási Hivatal,
- a Légügyi Hivatal.